# Silurichthys hasseltii
Silurichthys hasseltii es una especie de peces de la familia Siluridae en el orden de los Siluriformes.

## Morfología
• Los machos pueden llegar alcanzar los 11 cm de longitud total.

## Alimentación
Come insectos terrestres.

## Hábitat
Es un pez de agua dulce. y de clima tropical.

## Distribución geográfica
Se encuentran en Asia: Malasia, Singapur, Indonesia y la cuenca del río Mekong.